# Легва (Кобулеті)
Легва (груз. ლეღვა) — село в Грузії.
За даними перепису населення 2014 року в селі проживає 2081 особа.